# Otero de Rey
Otero de Rey (galicisk: Outeiro de Rei) er en by og kommune i det nordvestlige Spanien i provinsen Lugo. Den har et indbyggertal på 5.358 (2024) indbyggere.